# Бодун
«Боду́н» — пятый студийный альбом российской музыкальной группы АукцЫон. Единственный альбом группы, в котором присутствовала обсценная лексика.

## Об альбоме
Пластинка была записана в 1991 году на студии SNC. Во время сессий было записано одиннадцать композиций, одна из которых («Песня про столбы») первоначально не была пропущена советской цензурой из-за строчки «не объедешь ни хуя». Также обсценная лексика встречается в композиции «Слон» (слово «блядь»), которая, однако, вошла в оригинальное издание пластинки.
Это был последний альбом группы, обложка которого была оформлена художником Кириллом Миллером.
В качестве основного художественного элемента Миллер использовал фотографию барельефа со стены Чкаловских бань, называемых по одноимённому проспекту Ленинграда.
Также после записи данного альбома многие музыканты группы (за исключением шоумена Гаркуши) перестали краситься, примерять «театрализованные» костюмы и танцевать.

## Список композиций
Все тексты написаны Дмитрием Озерским, вся музыка написана Леонидом Фёдоровым.
| №   | Название           | Длительность |
| --- | ------------------ | ------------ |
| 1.  | «В нелюди»         | 1:43         |
| 2.  | «День победы»      | 4:08         |
| 3.  | «Ушла»             | 5:03         |
| 4.  | «Сирота»           | 5:02         |
| 5.  | «Слон»             | 3:24         |
| 6.  | «Фа-фа-фа»         | 6:12         |
| 7.  | «Warum?»           | 2:40         |
| 8.  | «Лётчик»           | 2:30         |
| 9.  | «Песня про столбы» | 3:03         |
| 10. | «Зима»             | 5:23         |
| 11. | «Отлюбил»          | 3:27         |

## Участники записи
- Олег Гаркуша — вокал
- Леонид Фёдоров — вокал, гитара, перкуссия, подпевки
- Дмитрий Матковский — гитара
- Виктор Бондарик — бас, перкуссия
- Павел Литвинов — перкуссия
- Борис Шавейников — барабаны, перкуссия
- Дмитрий Озерский — синтезатор, подпевки
- Николай Рубанов — саксофон, синтезатор

## Критика и восприятие
Леонид Фёдоров называл Бодун самой важной записью группы АукцЫон: «для меня именно Бодун самый важный, не Птица никакая. Он олицетворял крах сложившейся внутри меня системы».
Все участники «АукцЫона» остались довольны данной работой. Дмитрий Озерский признался, что именно с «Бодуна» начал «выдавать поэзию» в текстах песен. Виктор Бондарик сказал, что впервые (во время записи данного альбома) стал играть на бас-гитаре гораздо увереннее.
Песня «Фа-фа», с точки зрения музыкантов АукцЫона, является одной из лучших песен группы. Песня была переиграна для концертного альбома «Это мама» в 2001 году. Об этом Олег Гаркуша поведал так: «Нашёлся некий товарищ, который захотел записать песню „Фа-фа“, с нашим, разумеется, участием, но чтобы она длилась минут 30. Ну нравится она ему очень! Денег дал».
В 2010 году альбом занял 30-е место в списке «50 лучших русских альбомов всех времен», составленный журналом «Афиша» по итогам опроса молодых российских музыкантов
Песня «День победы», ставшая одной из ключевых композиций группы, исполняется коллективом по сей день. Также песня звучала фоном в передаче «Вечерний Ургант», в выпуске с участием Олега Гаркуши.
Были и негативные отзывы. Олег Гальченко на сайте «Наш НеФормат» отозвался об альбоме, как о неудачной поделке: «„Бодун“ просто не получился — как вообще многое не получалось в 1991 году у всех нас». Того же мнения придерживался и Александр Кушнир.